# آلن برگ
آلن برنارد بِرگ (انگلیسی: Allen Bernard Berg؛ زادهٔ ۱ اوت ۱۹۶۱ در ونکوور، بریتیش کلمبیا) رانندهٔ سابق مسابقات اتومبیل‌رانی اهل کانادا است که در فصل ۱۹۸۶ در مجموع در ۹ گراند پری از مسابقات جهانی فرمول یک شرکت کرد، اما موفق به کسب هیچ امتیازی نشد.